# Дербі-Ейкерс (Каліфорнія)
Дербі-Ейкерс (англ. Derby Acres) — переписна місцевість (CDP) в США, в окрузі Керн штату Каліфорнія. Населення — 301 особа (2020).

## Географія
Дербі-Ейкерс розташоване за координатами 35°14′38″ пн. ш. 119°36′14″ зх. д. / 35.24389° пн. ш. 119.60389° зх. д. (35.244025, -119.603833).  За даними Бюро перепису населення США в 2010 році переписна місцевість мала площу 9,27 км², уся площа — суходіл.

## Демографія
Згідно з переписом 2010 року, у переписній місцевості мешкали 322 особи в 123 домогосподарствах у складі 84 родин. Густота населення становила 35 осіб/км².  Було 144 помешкання (16/км²).
Расовий склад населення:
| - 89,8 % — білих - 0,3 % — корінних американців - 7,1 % — осіб інших рас |

До двох чи більше рас належало 2,8 %. Частка іспаномовних становила 11,2 % від усіх жителів.
За віковим діапазоном населення розподілялося таким чином: 19,6 % — особи молодші 18 років, 65,8 % — особи у віці 18—64 років, 14,6 % — особи у віці 65 років та старші. Медіана віку мешканця становила 41,5 року. На 100 осіб жіночої статі у переписній місцевості припадало 92,8 чоловіків;  на 100 жінок у віці від 18 років та старших — 100,8 чоловіків також старших 18 років.
Середній дохід на одне домашнє господарство  становив 62 626 доларів США (медіана — 36 563), а середній дохід на одну сім'ю — 75 914 долари (медіана — 63 750). За межею бідності перебувало 27,5 % осіб, у тому числі 35,8 % дітей у віці до 18 років та 5,5 % осіб у віці 65 років та старших.
Цивільне працевлаштоване населення становило 104 особи. Основні галузі зайнятості: сільське господарство, лісництво, риболовля — 35,6 %, освіта, охорона здоров'я та соціальна допомога — 15,4 %, роздрібна торгівля — 10,6 %, публічна адміністрація — 8,7 %.